# سیامک یاسمی (ریاضی‌دان)
سیامک یاسمی ریاضی‌دان و استاد دانشگاه تهران است. وی عضو آکادمی جهانی علوم است. یاسمی دارنده نشان نخل آکادمیک در سال ۲۰۱۹ میلادی از کشور فرانسه است. او همچنین برنده جایزه جشنواره خوارزمی شده‌است.